# Ammocrypta
Ammocrypta is een geslacht van straalvinnige vissen uit de familie van de echte baarzen (Percidae).

## Soorten
- Ammocrypta beanii Jordan, 1877
- Ammocrypta bifascia Williams, 1975
- Ammocrypta clara Jordan & Meek, 1885
- Ammocrypta meridiana Williams, 1975
- Ammocrypta pellucida Putnam, 1863
- Ammocrypta vivax Hay, 1882